# Landtagswahlkreis Amstetten
Der Wahlkreis Amstetten (Wahlkreis 1) ist ein Wahlkreis in Niederösterreich, der den politischen Bezirk Amstetten und die Stadt Waidhofen an der Ybbs umfasst. Bei der Landtagswahl 2013 ging die Österreichische Volkspartei (ÖVP) mit 53,5 % als stärkste Partei hervor. Neben der ÖVP, die zwei der fünf möglichen Grundmandate im Wahlbezirk erzielte, erreichte auch die Sozialdemokratische Partei Österreichs (SPÖ) ein Grundmandat.

## Geschichte
Niederösterreich war bis 1992 in vier Wahlkreise unterteilt, wobei der Bezirk Amstetten und die Stadt Waidhofen an der Ybbs zum Landtagswahlkreis Viertel ober dem Wienerwald gehörten. Mit der Landtagswahlordnung 1992 wurde die Zahl der Wahlkreise von vier auf 21 erhöht, wobei der niederösterreichische Gesetzgeber Amstetten und Waidhofen an der Ybbs zum Wahlkreis Amstetten zusammengefasste.
Seit der Schaffung des Wahlkreises erreichte die Österreichische Volkspartei (ÖVP) bei jeder Landtagswahl in Niederösterreich Wahlkreis Amstetten die relative Mehrheit, zwischen 2003 und 2013 2003 und 2008 erzielte die ÖVP sogar die absolute Mehrheit. Ihr bisher bestes Ergebnis schaffte die ÖVPbei der Landtagswahl 2008 mit 58,6 %, wobei sie in diesem Jahr und bei der Landtagswahl 2003 auch drei der fünf Grundmandate auf sich vereinen konnte. Bei der letzten Landtagswahl im Jahr 2013 erlitt die ÖVP im Wahlkreis Amstetten einen Verlust von rund 5 % und verlor dadurch ein Grundmandat, dennoch konnte sie mit 53,5 % wieder die absolute Stimmenmehrheit erreichen.
Die Sozialdemokratische Partei Niederösterreich (SPÖ) belegte bei jeder Wahl im Wahlkreis Amstetten den zweiten Platz und erreichte jeweils ein Grundmandat. Konnte sie bei den ersten drei Wahlen noch zwischen 27 und 30 % erzielen, wobei sie mit 30,3 % im Jahr 2003 am besten abschnitt, so rutschte die SPÖ in der Folge bis 2013 bis auf 20,2 % ab. Dies bedeutete gleichzeitig das bisher schlechteste Ergebnis. Generell lagen die Wahlergebnisse im Wahlkreis Amstetten für die SPÖ leicht unter dem Landesergebnis.
Die Freiheitliche Partei Österreichs (FPÖ) konnten im Wahlkreis Amstetten bisher bei keiner Wahl ein Grundmandat erreichen. Sie kam bei bisherigen fünf Landtagswahlen drei Mal auf den dritten Platz, wobei sie 1998 mit 15,1 % ihr bestes Ergebnis erreichte. In der Folge stürzte sie aber im Zuge der Affäre um Peter Rosenstingl auf 3,6 % ab und landete damit hinter den Grünen auf Rang vier. Nachdem die FPÖ 2008 wieder auf 10,1 % zulegen konnte, fiel sie 2013 mit 7,9 % wieder auf Platz vier zurück.
Die Grünen – Die Grüne Alternative konnten sich zwischen 1993 und 2013 nahezu sukzessive von 4,9 auf 7,6 % steigern, wobei sie 2003 auf Grund der Schwäche der FPÖ kurzfristig den 3. Platz belegen konnten. 2013 fielen die Grünen jedoch durch das Antreten des Team Stronach (FRANK bzw. TS) trotz eigener Stimmengewinne auf den fünften Platz zurück. Das Team Stronach konnte hingegen bei seinem ersten Antreten auf Anhieb 9,0 % erreichen und stieß dadurch auf den dritten Platz der kandidierenden Parteien vor.

## Wahlergebnisse
| Landtagswahlen im Wahlkreis Amstetten | Landtagswahlen im Wahlkreis Amstetten | Landtagswahlen im Wahlkreis Amstetten | Landtagswahlen im Wahlkreis Amstetten | Landtagswahlen im Wahlkreis Amstetten | Landtagswahlen im Wahlkreis Amstetten | Landtagswahlen im Wahlkreis Amstetten | Landtagswahlen im Wahlkreis Amstetten | Landtagswahlen im Wahlkreis Amstetten |
| ------------------------------------- | ------------------------------------- | ------------------------------------- | ------------------------------------- | ------------------------------------- | ------------------------------------- | ------------------------------------- | ------------------------------------- | ------------------------------------- |
| Wahltermin                            | GM                                    |                                       | ÖVP                                   | SPÖ                                   | FPÖ                                   | GRÜNE                                 | Sonstige                              |                                       |
| 16. Mai 1993                          |                                       | Stimmenanteile (%)                    | 49,39                                 | 29,37                                 | 10,17                                 | 4,88                                  | 6,20                                  |                                       |
| 16. Mai 1993                          | 5                                     | Grundmandate                          | 2                                     | 1                                     | 0                                     | 0                                     | 0                                     |                                       |
| 22. März 1998                         |                                       | Stimmenanteile (%)                    | 49,98                                 | 26,73                                 | 15,10                                 | 5,29                                  | 2,90                                  |                                       |
| 22. März 1998                         | 5                                     | Grundmandate                          | 2                                     | 1                                     | 0                                     | 0                                     | 0                                     |                                       |
| 30. März 2003                         |                                       | Stimmenanteile (%)                    | 58,38                                 | 30,32                                 | 3,64                                  | 6,50                                  | 1,15                                  |                                       |
| 30. März 2003                         | 5                                     | Grundmandate                          | 3                                     | 1                                     | 0                                     | 0                                     | 0                                     |                                       |
| 9. März 2008                          |                                       | Stimmenanteile (%)                    | 58,59                                 | 22,66                                 | 10,09                                 | 6,03                                  | 2,63                                  |                                       |
| 9. März 2008                          | 5                                     | Grundmandate                          | 3                                     | 1                                     | 0                                     | 0                                     | 0                                     |                                       |
| 3. März 2013                          |                                       | Stimmenanteile (%)                    | 53,52                                 | 20,24                                 | 7,87                                  | 7,55                                  | 10,83                                 |                                       |
| 3. März 2013                          | 5                                     | Grundmandate                          | 2                                     | 1                                     | 0                                     | 0                                     | 0                                     |                                       |
| 28. Jänner 2018                       |                                       | Stimmenanteile (%)                    | 52,74                                 | 23,02                                 | 13,80                                 | 5,53                                  | 4,92                                  |                                       |
| 28. Jänner 2018                       | 4                                     | Grundmandate                          | 2                                     | 1                                     | 0                                     | 0                                     | 0                                     |                                       |
| 29. Jänner 2023                       |                                       | Stimmenanteile (%)                    | 36,68                                 | 20,44                                 | 27,73                                 | 6,82                                  | 8,33                                  |                                       |
| 29. Jänner 2023                       | 4                                     | Grundmandate                          | 1                                     | 0                                     | 1                                     | 0                                     | 0                                     |                                       |